# Mielakka
Mielakka est un quartier et une zone statistique du district central de Kouvola en Finlande .

## Description
Le quartier résidentiel tire son nom de la collinne Mielakanmäki voisine, souvent simplement appelé Mielakka. 
Sur la colline, se trouve la station de ski de Mielakka et des voies d'escalade sur le flanc ouest.
La station est la piste natale du champion du monde de Big Air et de Slopestyle Roope Tonteri.
Il y a environ deux kilomètres de la gare de Kouvola à Mielakka.
Dans le quartier résidentiel ouest, ou Mielakanrinne, il y a une garderie et une maison paroissiale. L'école primaire la plus proche, l'école Vahtero, et l'épicerie, Vahtero K-Market, sont à environ 2 kilomètres. Le collège le plus proche se trouve à Eskolanmäki, à environ 3 kilomètres.
La gare de triage de Kouvola est située juste au nord de Mielaka.
Le centre des pistes de Mielakka et Mielakanmäki sont situés dans la partie ouest du quartier.
Mielakka compte principalement de petites maisons construites dans les années 1980 et 1990 et quelques maisons mitoyennes.Le quartier des petites maisons de Kojumäki a été construit à la fin des années 2000.
Les quartiers voisins sont Kangas, Vahtero, Tornionmäki, Tykkimäki, Kiehuva et Aitomäki.

## Galerie

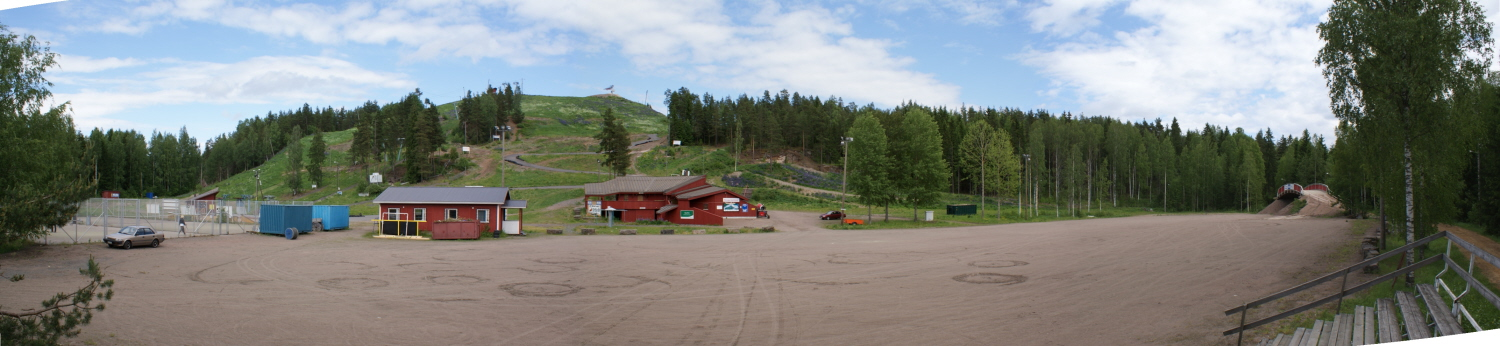
Station de ski de Mielakka.